# Uporedna religija
Uporedna religija je grana proučavanja religija koja se bavi sistematskim poređenjem doktrina i praksi svetskih religija. Generalno komparativna studija religije daje dublje razumevanje osnovnih filozofskih pitanja religije kao što su etika, metafizika, priroda i oblici spasenja. Proučavanje takvog materijala olakšava šire i sofisticiranije razumevanje ljudskih verovanja i praksi u pogledu svetog, nadahnujućeg, duhovnog i božanskog.
U oblasti komparativne religije, ustaljena geografska klasifikacija glavnih svetskih religija razlikuje grupe kao što su religije Bliskog Istoka (uključujući iranske religije), indijske religije, istočnoazijske religije, afričke religije, američke religije, okeanske religije i klasične Helenističke religije.

## Istorija
Al-Biruni i Ibn Hazm iz islamskog zlatnog doba upoređivali su studije religioznog pluralizma, i njihova dela su značajna u poljima teologije i filozofije. Društveni naučnici u 19. veku su bili veoma zainteresovani za uporednu i „primitivnu” religiju kao što se to vidi u delima Maksa Milera, Edvarda Berneta Tajlora, Vilijama Robertsona Smita, Džejmsa Džordža Frejzera, Emila Durkeima, Maksa Vebera i Rudolfa Ota. Nikolas de Lanž, profesor hebrejskih i jevrejskih studija na Univerzitetu Kembridž, kaže da
Uporedna studija religija je akademska disciplina koja je razvijena na hrišćanskim teološkim fakultetima i ima tendenciju da forsira veoma različite pojave u svojevrsni šablon urađen po hrišćanskom obrascu. Problem nije samo u tome što druge „religije” mogu imati malo ili ništa za kažu o pitanjima koja su od gorućeg značaja za hrišćanstvo, već i što one uvek ne smatraju sebe kao religije na potpuno isti način na koji hrišćanstvo sebe vidi kao religiju.
Primeri koji pokazuju ovu tačku su budizam i kineske narodne religije. Ovi sistemi verovanja se istorijski nisu smatrali međusobno isključivim i tokom vremena su se mešali u različita verovanja kao što je budizam čiste zemlje. Ovo pokazuje značajnu razliku u odnosu na zapadnjačka shvatanja religija koje smatraju da privrženost jednoj religiji isključuje članstvo u drugoj veri.
Hinduizam i budizam pružaju još jedan uvid u obliku soteriologije. Uporedno proučavanje religija može pristupiti religijama sa osnovnom idejom o spasenju sa večnim životom posle smrti, ali religije poput hinduizma ili budizma nužno ne dele ovo gledište. Umesto toga, hinduizam i teravadski budizam govore o povratku u nepostojanje i bekstvu iz ciklusa reinkarnacije, a ne o večnom životu posle smrti.

## Literatura
- Saso, Michael R (2015). Mystic, Shaman, Oracle, Priest (MYSHOP): Prayers Without Words. Sino-Asian Institute of America. ISBN 978-1624074059.. Sino-Asian Institute of America, US.
- Eastman, Roger (1999). The Ways of Religion: An Introduction to the Major Traditions. Oxford University Press. ISBN 978-0-19-511835-3., US; 3 edition.
- Momen, Moojan (2009). Understanding Religion: A Thematic Approach. Oxford, UK: Oneworld Publications. ISBN 978-1-85168-599-8. OL 25434252M. Непознати параметар |orig-date= игнорисан (помоћ)
- Muhiyaddin, M. A. (1984). A Comparative Study of the Religions of Today. Vantage Press. ISBN 978-0533059638.. US.
- Sharpe, Eric J. Comparative Religion: A History. London: Duckworth,.1975 (2nd revised edition 1986).
- Shaw, Jeffrey M (2014). Illusions of Freedom: Thomas Merton and Jacques Ellul on Technology and the Human Condition. Wipf and Stock Publishers. ISBN 978-1625640581. Wipf and Stock.
- Smith, Huston (1991). The World's Religions: Our Great Wisdom Traditions. Harper Collins. ISBN 978-0062508119.. HarperOne, US; Rev Rep edition.
- Chopra, R. M. (2015). A Study of Religions. New Delhi: Anuradha Prakashan. ISBN 978-9382339-94-6..
- De Bary, William Theodore; Tu, Weiming (1998). Confucianism and Human Rights. Columbia University Press. ISBN 0-231-10936-9.
- Fisher, Mary Pat (1997). Living Religions: An Encyclopaedia of the World's Faiths. I.B. Tauris. ISBN 1-86064-148-2.. I.B. Tauris.
- Flood, Gavin D. (1996). An Introduction to Hinduism. Cambridge University Press. ISBN 0-521-43304-5.
- Huang, Siu-chi (1999). Essentials of Neo-Confucianism: Eight Major Philosophers of the Song and Ming Periods. Greenwood Press. ISBN 0-313-26449-X.
- Leaman, Oliver (1999). Key Concepts in Eastern Philosophy. Routledge. ISBN 0-415-17362-0.
- LaFargue, Michael (1994). Tao and Method: A Reasoned Approach to the Tao Te Ching. SUNY Press. ISBN 0-7914-1601-1.
- Markham, Ian S. & Ruparell, Tinu (2001). Encountering Religion: an introduction to the religions of the world. Blackwell Publishing. ISBN 0-631-20674-4.
- Maspero, Henri. Translated by Frank A. Kierman, Jr. Taoism and Chinese Religion.. University of Massachusetts (1981).
- Morgan, Diane. (2001). The Best Guide to Eastern Philosophy and Religion. St. Martin's Griffin. ISBN 1-58063-197-5..
- Ono, Sakyo (2004). Shinto: The Kami Way. Tuttle Publishing. ISBN 0-8048-3557-8.
- Pilgrim, Richard B. (1999). Buddhism and the Arts of Japan. Columbia University Press. ISBN 0-231-11347-1.
- Rausch, Thomas P.; Chapple, Christopher Key (1993). The College Student's Introduction to Theology. Liturgical Press. ISBN 0-8146-5841-5.
- Segal, Robert Alan (2006). The Blackwell Companion to the Study of Religion. Blackwell Publishing. ISBN 0-631-23216-8.
- Sharot, Stephen (2001). A Comparative Sociology of World Religions: virtuosos, priests, and popular religion. NYU Press. ISBN 0-8147-9805-5.
- Slingerland, Edward Gilman (2003). Effortless Action: Wu-Wei as Conceptual Metaphor and Spiritual Ideal in Early China. Oxford University Press. ISBN 0-19-513899-6.
- Smart, Ninian (2000). World Philosophies. Routledge UK. ISBN 0-415-22852-2.
- Swami Bhaskarananda (1994). The Essentials of Hinduism. Viveka Press. ISBN 1-884852-02-5.
- Hinnells, John (1997).  Weightman, Simon, ур. Handbook of Living Religions. Penguin Books. ISBN 0-14-051480-5. Недостаје |last1= у Authors list (помоћ).
- Yao, Xinzhong (2000). An Introduction to Confucianism. Cambridge University Press. ISBN 0-521-64430-5.
- York, Michael (2005). Pagan Theology: Paganism as a World Religion. NYU Press. ISBN 0-8147-9708-3.
- Comans, Michael (2000). The Method of Early Advaita Vedānta: A Study of Gauḍapāda, Śaṅkara, Sureśvara, and Padmapāda. Motilal Banarsidass. ISBN 978-81-208-1722-7.
- Sharma, B.N. Krishnamurti (1962). Philosophy of Śrī Madhvācārya. Bombay: Bharatiya Vidya Bhavan March. OCLC 1075020345.
- Davis, G. Scott. Believing and Acting: The Pragmatic Turn in Comparative Religion and Ethics. Oxford University Press.. (2012).
- Eliade, Mircea (1958). Patterns in Comparative Religion.
- Eliade, Mircea (1959). The Sacred and the Profane: The Nature of Religion.
- Gothóni, René (2005). How to Do Comparative Religion: Three Ways, Many Goals. Walter de Gruyter. ISBN 9783110185720.
- James, E. O. (1961). Comparative Religion. University Paperbacks.. (1961)
- Jones, Lindsay, ed. (2004). Encyclopedia of Religion (2nd изд.). 15 vols, Macmillan.
- Paden, William E. "Comparative religion." in The Routledge companion to the study of religion (Routledge, 2009). pp. 239–256. online
- Paden, William E (2016), New patterns for comparative religion: Passages to an evolutionary perspective, Bloomsbury.
- Paden, William E (2003). Interpreting the Sacred: Ways of Viewing Religion. Beacon Press. ISBN 0807077054. excerpt
- Paden, William E (2015). Religious Worlds: The Comparative Study of Religion. ASIN B00AGV9BCQ.
- Smart, Ninian (1999). Dimensions of the Sacred: An Anatomy of the World's Beliefs. University of California Press. ISBN 0-520-21960-0.
- Accad, Martin (2003). „The Gospels in the Muslim Discourse of the Ninth to the Fourteenth Centuries: An Exegetical Inventorial Table (Part I)”. Islam and Christian-Muslim Relations. 14 (1): 67—91. S2CID 170638096. doi:10.1080/09596410305261.
- Ahmed, Akbar (1999). Islam Today: A Short Introduction to the Muslim World. I.B. Tauris. ISBN 978-1-86064-257-9.
- Ahmed, Imad-ad-Dean (2006). Signs in the heavens. 2. Amana Publications. ISBN 1-59008-040-8.
- Arnold, Thomas (1896). The Preaching of Islam: A History of the Propagation of the Muslim Faith.
- Bennett, Clinton (2010). Interpreting the Qur'an: a guide for the uninitiated. Continuum International Publishing Group. стр. 101. ISBN 978-0-8264-9944-8.
- Blankinship, K. (2008). „The early creed”.  Ур.: T. Winter. The Cambridge Companion to Classical Islamic Theology. Cambridge Companions to Religion. Cambridge: Cambridge University Press. стр. 33–54. ISBN 978-0-521-78058-2. doi:10.1017/CCOL9780521780582.003.
- Brockopp, Jonathan E. (2003). Islamic Ethics of Life: abortion, war and euthanasia. University of South Carolina Press. ISBN 978-1-57003-471-8.
- Bulliet, Richard (2005). The Earth and Its Peoples. Boston: Houghton Mifflin. ISBN 0-618-42770-8.
- Burge, Stephen (2015). Angels in Islam: Jalal al-Din al-Suyuti's al-Haba'ik fi akhbar al-mala'ik. London: Routledge. ISBN 978-1-136-50473-0.
- Çakmak, Cenap (2017). Islam: A Worldwide Encyclopedia. 4 volumes. ABC-CLIO. ISBN 978-1-61069-217-5.
- Campo, Juan E. (2009). Encyclopedia of Islam. Infobase Publishing. ISBN 978-0-8160-5454-1.
- Chittick, William C (2008). Sufism: A Beginner's Guide. Simon and Schuster. ISBN 978-1-78074-052-2. Приступљено 17. 1. 2015.
- Cohen-Mor, Dalya (2001). A Matter of Fate: The Concept of Fate in the Arab World as Reflected in Modern Arabic Literature. Oxford University Press. ISBN 978-0-19-513398-1.
- Curtis, Patricia A. (2005). A Guide to Food Laws and Regulations. Blackwell Publishing Professional. ISBN 978-0-8138-1946-4.
- Esposito, John (1998). Islam: The Straight Path (3rd изд.). Oxford University Press. ISBN 978-0-19-511234-4.
- —, ур. (1999). The Oxford History of Islam. Oxford University Press. ISBN 978-0-19-510799-9.
- —, ур. (2000). The Oxford History of Islam. Oxford University Press. ISBN 978-0-19-510799-9.
- — (2002a). Unholy War: Terror in the Name of Islam. Oxford University Press. ISBN 978-0-19-516886-0.
- — (2002b). What Everyone Needs to Know about Islam. Oxford University Press. ISBN 978-0-19-515713-0.
- — (2005). Islam: The Straight Path (Revised 3rd изд.). Oxford University Press. ISBN 978-0-19-518266-8.
- — (2010). Islam: The Straight Path (4th изд.). Oxford University Press. ISBN 978-0-19-539600-3.
- — (2011). What Everyone Needs to Know about Islam (2nd изд.). Oxford: Oxford University Press. ISBN 978-0-19-979413-3.Lay summary Архивирано на веб-сајту  (4. фебруар 2008)
- Esposito, John; Haddad, Yvonne Yazbeck (2000). Muslims on the Americanization Path?. Oxford University Press. ISBN 978-0-19-513526-8.
- Farah, Caesar (1994). Islam: Beliefs and Observances (5th изд.). Barron's Educational Series. ISBN 978-0-8120-1853-0.
- — (2003). Islam: Beliefs and Observances (7th изд.). Barron's Educational Series. ISBN 978-0-7641-2226-2.
- Firestone, Reuven (1999). Jihad: The Origin of Holy War in Islam. Oxford University Press. ISBN 978-0-19-512580-1.
- Ghamidi, Javed (2001). Mizan (на језику: Urdu) (1st изд.). Lahore: Daru’l-Ishraq. OCLC 52901690.
- Goldschmidt, Arthur Jr.; Davidson, Lawrence (2005). A Concise History of the Middle East (8th изд.). Westview Press. ISBN 978-0-8133-4275-7.
- Griffith, Ruth Marie; Savage, Barbara Dianne (2006). Women and Religion in the African Diaspora: Knowledge, Power, and Performance. Johns Hopkins University Press. ISBN 978-0-8018-8370-5.
- Haddad, Yvonne Yazbeck; Smith, Jane I. (2002). Muslims in the West: Visible and Invisible. Walnut Creek, CA: Altamira.
- Hawting, G. R. (2000). The First Dynasty of Islam: The Umayyad Caliphate AD 661–750. Routledge. ISBN 978-0-415-24073-4.
- Hedayetullah, Muhammad (2006). Dynamics of Islam: An Exposition. Trafford Publishing. ISBN 978-1-55369-842-5.
- Hofmann, Murad (2007). Islam and Qur'an. Amana Publications. ISBN 978-1-59008-047-4.
- Holt, P.M.; Lewis, Bernard, ур. (1977). The Cambridge History of Islam. 1. Cambridge University Press. ISBN 978-0-521-29136-1.
- Holt, P.M.; Lambton, Ann K.S.; Lewis, Bernard, ур. (1977). The Cambridge History of Islam. 2. Cambridge University Press. ISBN 978-0-521-29137-8.
- Holt, P.M.; Lambton, Ann K.S.; Lewis, Bernard, ур. (2000). The Cambridge History of Islam. 1A. Cambridge University Press. ISBN 978-0-521-21946-4.
- Hourani, Albert (2002). A History of the Arab Peoples. Belknap Press. ISBN 978-0-674-01017-8.
- Ismāʻīl ibn ʻUmar Ibn Kathīr (2012). The Caliphate of Banu Umayyah the first Phase, Ibn Katheer, Taken from Al-Bidayah wan-Nihayah. Превод: Yoosuf Al-Hajj Ahmad. Riyadh: Maktaba Dar-us-Salam. ISBN 978-603-500-080-2.
- Kobeisy, Ahmed Nezar (2004). Counseling American Muslims: Understanding the Faith and Helping the People. Praeger Publishers. ISBN 978-0-313-32472-7.
- Kramer, Martin (1987). Shi'Ism, Resistance, and Revolution. Westview Press. ISBN 978-0-8133-0453-3.
- Lapidus, Ira (2002). A History of Islamic Societies (2nd изд.). Cambridge University Press. ISBN 978-0-521-77933-3.
- Lewis, Bernard (1984). The Jews of Islam. Routledge & Kegan Paul. ISBN 978-0-7102-0462-2.
- — (1993). The Arabs in History. Oxford University Press. ISBN 978-0-19-285258-8.
- — (1997). The Middle East. Scribner. ISBN 978-0-684-83280-7.
- — (2001). Islam in History: Ideas, People, and Events in the Middle East (2nd изд.). Open Court Publishing Company. ISBN 978-0-8126-9518-2.
- — (2003). What Went Wrong?: The Clash Between Islam and Modernity in the Middle East (reprint изд.). Harper Perennial. ISBN 978-0-06-051605-5.
- — (2004). The Crisis of Islam: Holy War and Unholy Terror. Random House, Inc., New York. ISBN 978-0-8129-6785-2.
- Madelung, Wilferd (1996). The Succession to Muhammad: A Study of the Early Caliphate. Cambridge University Press. ISBN 978-0-521-64696-3.
- Malik, Jamal; Hinnells, John R. (2006). Sufism in the West. Routledge. ISBN 978-0-415-27408-1.
- Menski, Werner F. (2006). Comparative Law in a Global Context: The Legal Systems of Asia and Africa. Cambridge University Press. ISBN 978-0-521-85859-5.
- Momen, Moojan (1987). An Introduction to Shi'i Islam: The History and Doctrines of Twelver Shi'ism. Yale University Press. ISBN 978-0-300-03531-5.
- Nasr, Seyed Hossein (2003). The Heart of Islam: Enduring Values for Humanity.
- Nasr, Seyed Muhammad (1994). Our Religions: The Seven World Religions Introduced by Preeminent Scholars from Each Tradition (Chapter 7). HarperCollins. ISBN 978-0-06-067700-8.
- Nigosian, Solomon Alexander (2004). Islam: Its History, Teaching, and Practices. Indiana University Press. ISBN 978-0-253-21627-4.
- Patton, Walter M. (1900). The Doctrine of Freedom in the Korân. The American Journal of Semitic Languages and Literatures. 16. стр. 129. ISBN 978-90-04-10314-6. S2CID 144087031. doi:10.1086/369367.
- Peacock, A.C.S. (2019). Islam, Literature and Society in Mongol Anatolia. Cambridge University Press. ISBN 978-1-108-58212-4. S2CID 211657444. doi:10.1017/9781108582124.
- Peters, F. E. (2003). Islam: A Guide for Jews and Christians. Princeton University Press. ISBN 978-0-691-11553-5.
- Mapping the Global Muslim Population: A Report on the Size and Distribution of the World's Muslim Population (PDF) (Извештај). Pew Research Center. октобар 2009. Приступљено 25. 5. 2020. Overview.
- Rahman, H. U. (1999). Chronology of Islamic History, 570–1000 CE (3rd изд.). Ta-Ha Publishers Ltd.
- Rippin, Andrew (2001). Muslims: Their Religious Beliefs and Practices (2nd изд.). Routledge. ISBN 978-0-415-21781-1.
- Serjeant, R.B. (1978). „Sunnah Jami'ah, pacts with the Yathrib Jews, and the Tahrim of Yathrib”. Bulletin of the School of Oriental and African Studies. Cambridge University Press. 41: 1—42. S2CID 161485671. doi:10.1017/S0041977X00057761.
- Sachedina, Abdulaziz (1998). The Just Ruler in Shi'ite Islam: The Comprehensive Authority of the Jurist in Imamite Jurisprudence. Oxford University Press US. ISBN 978-0-19-511915-2.
- Siljander, Mark D., and John David Mann (6 October 2009). A Deadly Misunderstanding: a Congressman's Quest to Bridge the Muslim-Christian Divide (1st изд.). HarperOne. ISBN 978-0-06-143828-8. Проверите вредност парамет(а)ра за датум: |year= / |date= mismatch (помоћ)
- Smith, Jane I. (2006). The Islamic Understanding of Death and Resurrection. New York: Oxford University Press. ISBN 978-0-19-515649-2.
- Stefon, Matt, ур. (2010). Islamic Beliefs and Practices. New York: Britannica Educational Publishing. ISBN 978-1-61530-060-0.
- Ṭabāṭabāʼī, Sayyid Mohammad Hosayn (1979). Shi'ite Islam. Превод: Nasr, Seyyed Hossein. SUNY Press. ISBN 978-0-87395-272-9.
- Teece, Geoff (2003). Religion in Focus: Islam. Franklin Watts Ltd. ISBN 978-0-7496-4796-4.
- Trimingham, John Spencer (1998). The Sufi Orders in Islam. Oxford University Press. ISBN 978-0-19-512058-5.
- Turner, Colin (2006). Islam: the Basics. London: Routledge. ISBN 978-0-415-34106-6.
- Turner, Bryan S. (1998). Weber and Islam. London: Routledge. ISBN 978-0-415-17458-9.
- Waines, David (2003). An Introduction to Islam. Cambridge University Press. ISBN 978-0-521-53906-7.
- Watt, W. Montgomery (1973). The Formative Period of Islamic Thought. University Press Edinburgh. ISBN 978-0-85224-245-2.
- — (1974). Muhammad: Prophet and Statesman (New изд.). Oxford University Press. ISBN 978-0-19-881078-0.
- Weiss, Bernard G. (2002). Studies in Islamic Legal Theory. Boston: Brill Academic publishers. ISBN 978-90-04-12066-2.

## Spoljašnje veze
- „The Faith versus Reason Debate” – comparative religion studies inspired by Aldous Huxley's The Perennial Philosophy
- Have religious discussions and debates both voice and text on telegram group: Discuss Religion